# Dommerudnævnelsesrådet
Dommerudnævnelsesrådet er et uafhængigt råd, der afgiver indstillinger til justitsministeren vedrørende besættelse af dommerstillinger. Rådet har eksisteret siden 1. juli 1999 og blev oprettet som led i en reform af Danmarks domstole. Rådets medlemmer beskikkes af justitsministeren for en periode på 4 år uden mulighed for genbeskikkelse.
Dommerudnævnelsesrådets sekretariat er placeret hos Domstolsstyrelsen.

## Rådets sammensætning
- 1 højesteretsdommer indstillet af Højesteret – p.t. Lene Pagter Kristensen (formand)
- 1 landsdommer indstillet af landsretterne – p.t. Peter Lilholt (næstformand)
- 1 byretsdommer indstillet af Den Danske Dommerforening – p.t. Flemming Schønnemann, retspræsident for Retten i Lyngby
- 1 advokat indstillet af Advokatrådet – p.t. Claus Søgaard-Christensen
- 2 repræsentanter for offentligheden indstillet af KL og Dansk Folkeoplysnings Samråd – p.t. hhv. Ejgil W. Rasmussen, tidligere borgmester og Troels Mylenberg, uddannelsesleder